# Tiro esportivo nos Jogos Pan-Americanos de 2019 - Fossa olímpica misto por equipes
A categoria da fossa olímpica duplas mistas foi um dos eventos do tiro esportivo nos Jogos Pan-Americanos de 2019, em Lima. Foi disputada no dia 31 de julho no Las Palmas Range.

## Calendário
Horário local (UTC-5)
| Data        | Horário | Fase         |
| ----------- | ------- | ------------ |
| 31 de julho | 09:00   | Qualificação |
| 31 de julho | 13:00   | Final        |

## Medalhistas
| Ouro   | USA Ashley Carroll Derek Haldeman  |
| Prata  | USA Rachel Tozier Brian Burrows    |
| Bronze | CAN Amanda Chudoba Curtis Wennberg |

## Resultados

### Qualificação
| ´Pos. | Atiradora                            | Nacionalidade      | 1  | 2  | 3  | Desempate | Total | Notas |
| ----- | ------------------------------------ | ------------------ | -- | -- | -- | --------- | ----- | ----- |
| 1     | Rachel Tozier Brian Burrows          | USA Estados Unidos | 47 | 46 | 47 | —         | 140   | Q     |
| 2     | Elizabeth Longley Matthew Van Haaren | CAN Canadá         | 46 | 45 | 47 | —         | 138   | Q     |
| 3     | Ashley Carroll Derek Haldeman        | USA Estados Unidos | 47 | 45 | 46 | —         | 138   | Q     |
| 4     | Adriana Ruano Jean Brol              | GUA Guatemala      | 46 | 46 | 46 | —         | 138   | Q     |
| 5     | Amanda Chudoba Curtis Wennberg       | CAN Canadá         | 43 | 48 | 46 | —         | 137   | Q     |
| 6     | Alejandra Ramírez Jorge Orozco       | MEX México         | 44 | 46 | 44 | —         | 134   | Q     |
| 7     | Ana Soto Hebert Brol                 | GUA Guatemala      | 45 | 45 | 43 | —         | 133   |       |
| 8     | Pamela Salman Cláudio Vergara        | CHI Chile          | 40 | 44 | 45 | —         | 129   |       |
| 9     | Cinthya Clemenz Jesús Balboa         | MEX México         | 44 | 41 | 42 | —         | 127   |       |
| 10    | Janice Teixeira Roberto Schmits      | BRA Brasil         | 39 | 46 | 41 | —         | 126   |       |
| 11    | Daniela Pacheco Alessandro de Souza  | PER Peru           | 37 | 44 | 40 | —         | 121   |       |
| 12    | Ana Latorre Pedro Lanza              | PUR Porto Rico     | 40 | 39 | 39 | —         | 118   |       |
| 13    | Madeleine Zambrana César Menacho     | BOL Bolívia        | 34 | 36 | 40 | —         | 110   |       |

### Final
| Pos.              | Atirador                              | Nacionalidade      | Pontos | Pratos | Desempate |
| ----------------- | ------------------------------------- | ------------------ | ------ | ------ | --------- |
| Medalha de ouro   | Ashley Carroll Derek Haldeman         | USA Estados Unidos | 42     | 50     | 8         |
| Medalha de prata  | Rachel Tozier Brian Burrows           | USA Estados Unidos | 42     | 50     | 7         |
| Medalha de bronze | Amanda Chudoba Curtis Wennberg        | CAN Canadá         | 30     | 40     |           |
| 4                 | Alejandra Ramírez Jorge Orozco        | MEX México         | 25     | 35     |           |
| 5                 | Adriana Ruano Jean Brol               | GUA Guatemala      | 17     | 30     |           |
| 6                 | Elizabeth Longley ]Matthew Van Haaren | CAN Canadá         | 14     | 25     |           |